# Clásico santiagueño
El Clásico Santiagueño, más conocido como el Clásico Moderno Santiagueño es el partido del fútbol argentino que enfrenta a los dos clubes más importantes de la provincia de Santiago del Estero en la República Argentina: Central Córdoba y Mitre. Además, es considerado como uno de los clásicos más importantes del norte argentino.

## Antiguo clásico
La antigua rivalidad clásica la tuvo el Club Atlético Mitre contra el Club Atlético Santiago, con quienes animaron el Clásico Histórico de Santiago del Estero, debido a la condición de ambos clubes de decanos del fútbol santiagueño. Sin embargo, la fusión de Atlético Santiago con el Club Unión y la consecuente creación del Club Atlético Unión Santiago, hizo que este derbi se perdiera en la historia y no tuviera continuidad a partir de la creación del nuevo club. A partir del año 1982 empieza a tomar una fuerte rivalidad contra el Club Atlético Central Córdoba.

## Origen del clásico moderno santiagueño
Central Córdoba y Mitre son dos de los equipos más populares del fútbol de Santiago del Estero. El clásico que protagonizan es uno de los más atractivos por la rica historia de ambas instituciones, pero tuvo un encuentro con una trascendencia clave en el futuro de los dos: el desempate por el pasaje al Nacional B de la temporada 1986/87, el primero de la historia.
El fútbol argentino cambiaba y se creaba el Nacional B, que luego pasó a llamarse Primera B Nacional y ahora Primera Nacional. La Liga Santiagueña recibió la chance, por parte de la AFA, de tener una plaza para jugar en la segunda categoría del fútbol argentino.
La Liga Santiagueña de Fútbol organizó un torneo para definir cuál iba a ser el equipo que representaría a la provincia en el Nacional B. De ese certamen participaron Mitre, Central Córdoba, Unión Santiago, Comercio, Atlético Clodomira, Estudiantes de Huaico Hondo, Güemes, Villa Unión, Central Argentino y Sarmiento.
Empezó el 9 de marzo de 1986 y tras 18 fechas de intensa competencia, Mitre y Central Córdoba llegaron empatados en la punta de la tabla de posiciones con 24 puntos cada uno. El Ferroviario había conseguido 10 victorias, 4 empates y 4 derrotas, mientras que el Aurinegro ganó 9 partidos, empató 6 y perdió 4.

### Campañas

#### La campaña de Central Córdoba
• Central Córdoba 2-1 Estudiantes (1ª fecha - 9 de marzo)
• Comercio 1-1 Central Córdoba (2ª fecha - 16 de marzo)
• Central Córdoba 1-1 Central Argentino (3ª fecha - 23 de marzo)
• Sarmiento 1-3 Central Córdoba (4ª fecha - 26 de marzo)
• Central Córdoba 2-0 Unión Santiago (5ª fecha - 30 de marzo)
• Mitre 1-1 Central Córdoba (6ª fecha - 6 de abril)
• Central Córdoba 2-1 Villa Unión (7ª fecha - 13 de abril)
• Clodomira 2-5 Central Córdoba (8ª fecha - 20 de abril)
• Central Córdoba 2-5 Güemes (9ª fecha - 30 de abril)
• Estudiantes 1-0 Central Córdoba (10ª fecha - 4 de mayo)
• Central Córdoba 0-1 Comercio (11ª fecha - 11 de mayo)
• Central Argentino 0-2 Central Córdoba (12ª fecha - 14 de mayo)
• Central Córdoba 5-1 Sarmiento (13ª fecha - 18 de mayo)
• Unión Santiago 2-0 Central Córdoba (14ª fecha - 21 de mayo)
• Central Córdoba 1-0 Mitre (15ª fecha: 25 de mayo)
• Villa Unión 2-2 Central Córdoba (16ª fecha: 1 de junio)
• Central Córdoba 3-0 Clodomira (17ª fecha - 8 de junio)
• Güemes 1-3 Central Córdoba (18ª fecha - 11 de junio)

#### La campaña de Mitre
• Mitre 0-2 Unión Santiago (1ª fecha - 9 de marzo)
• Villa Unión 0-2 Mitre (2ª fecha - 16 de marzo)
• Mitre 7-0 Güemes (3ª fecha - 23 de marzo)
• Comercio 1-3 Mitre (4ª fecha - 26 de marzo)
• Mitre 0-1 Sarmiento (5ª fecha - 30 de marzo)
• Mitre 1-1 Central Córdoba (6ª fecha - 6 de abril)
• Clodomira 1-1 Mitre (7ª fecha - 13 de abril)
• Mitre 1-0 Estudiantes (8ª fecha - 20 de abril)
• Central Argentino 1-2 Mitre (9ª fecha - 27 de abril)
• Unión Santiago 1-1 Mitre (10ª fecha - 4 de mayo)
• Mitre 4-2 Villa Unión (11ª fecha - 11 de mayo)
• Güemes 0-0 Mitre (12ª fecha - 14 de mayo)
• Mitre 1-1 Comercio (13ª fecha - 18 de mayo)
• Sarmiento 0-4 Mitre (14ª fecha - 21 de mayo)
• Central Córdoba 1-0 Mitre (15ª fecha: 25 de mayo)
• Mitre 1-0 Clodomira (16ª fecha: 1 de junio)
• Estudiantes 2-2 Mitre (17ª fecha - 8 de junio)
• Mitre 1-0 Central Argentino (18ª fecha - 11 de junio)
Con igualdad en la primera posición, la clasificación al Nacional B se debía definir en una final única. Ese duelo se disputó el domingo 15 de junio de 1986 en el estadio de Roca y 3 de Febrero con el arbitraje de José María Lucero.
En el primer tiempo Central Córdoba se mostró mejor y logró ponerse en ventaja con un doblete de Marcelo Barraza, a los 4 y 16 minutos. Sin embargo, en el complemento Ramón Gallo, a los 18, y José González, a los 32, establecieron el 2-2. El partido se fue a tiempo suplementario y allí apareció el "Pollo" Juan Carlos Roldán para darle la victoria al Ferroviario a los 8 minutos. El partido finalizó 2-3 a favor de Central Córdoba y logró el pasaje a la Primera B Nacional.

## Historial
| Fecha      | Torneo             | Local           | Resultado | Visitante       |
| ---------- | ------------------ | --------------- | --------- | --------------- |
| 9/03/1986  | Del Interior       | Atlético Mitre  | 2-3       | Central Córdoba |
| 11/01/1998 | Argentino B        | Atlético Mitre  | 0-0       | Central Córdoba |
| 25/01/1998 | Argentino B        | Central Córdoba | 1-0       | Atlético Mitre  |
| 03/10/2004 | Argentino B        | Central Córdoba | 2-0       | Atlético Mitre  |
| 07/11/2004 | Argentino B        | Atlético Mitre  | 2-3       | Central Córdoba |
| 23/01/2005 | Argentino B        | Atlético Mitre  | 0-0       | Central Córdoba |
| 25/02/2005 | Argentino B        | Central Córdoba | 1-1       | Atlético Mitre  |
| 11/09/2005 | Argentino B        | Atlético Mitre  | 0-2       | Central Córdoba |
| 30/10/2005 | Argentino B        | Central Córdoba | 0-0       | Atlético Mitre  |
| 21/012006  | Argentino B        | Central Córdoba | 0-1       | Atlético Mitre  |
| 12/03/2006 | Argentino B        | Atlético Mitre  | 2-1       | Central Córdoba |
| 08/09/2011 | Copa Argentina     | Central Córdoba | 2-1       | Atlético Mitre  |
| 07/09/2014 | Federal A          | Atlético Mitre  | 2-0       | Central Córdoba |
| 15/10/2014 | Federal A          | Central Córdoba | 2-1       | Atlético Mitre  |
| 22/10/2014 | Copa Argentina     | Central Córdoba | 0-2       | Atlético Mitre  |
| 14/4/2019  | Primera B Nacional | Central Córdoba | 1-1       | Atlético Mitre  |